# Scala di Giacobbe (Raffaello)
La Scala di Giacobbe è un affresco (base 340 cm) di Raffaello Sanzio, databile al 1511 e facente parte della decorazione della volta della Stanza di Eliodoro nei Musei Vaticani.

## Storia
I quattro episodi biblici della volta, tutti databili alla seconda metà del 1511, sono riferiti interamente al Sanzio da Vasari, ma Cavalcaselle li assegnò, nella stesura, al Peruzzi, Adolfo Venturi a Guglielmo di Marcillat, e Baugart al Penni. Il cattivo stato di conservazione rende difficile oggi una valutazione sicura. 

## Descrizione e stile
La volta ha al centro un medaglione con lo stemma di Giulio II, circondato da arabeschi a monocromo su sfondo dorato intervallati da finte borchie dorate. Attorno si sviluppa un anello figurato, diviso diagonalmente in quattro scomparti con storie che simulano arazzi appesi con finti chiodi e anelli tra le cornici.
La Scala di Giacobbe si trova al di sopra della Liberazione di san Pietro e, come esso, è legata al tema del sogno divino. Deriva da un passo biblico (Genesi XXVIII, 10 e ss.), legato alla storia di Giacobbe, secondo cui il profeta biblico, una notte, durante un viaggio, fece il sogno di una scala che da terra si protendeva sino in cielo, con angeli che salivano e scendevano. Dalle parole di Dio nel sogno, Giacobbe ebbe promessa la terra sulla quale era coricato e un'immensa discendenza. 
La scena, su uno sfondo intensamente azzurro, mostra il giovane addormentato, mentre a destra da uno squarcio di nubi appare Dio, in una sfolgorante aurea luminosa, verso il quale porta la scala con le presenze angeliche.